# Badia de Pomerània

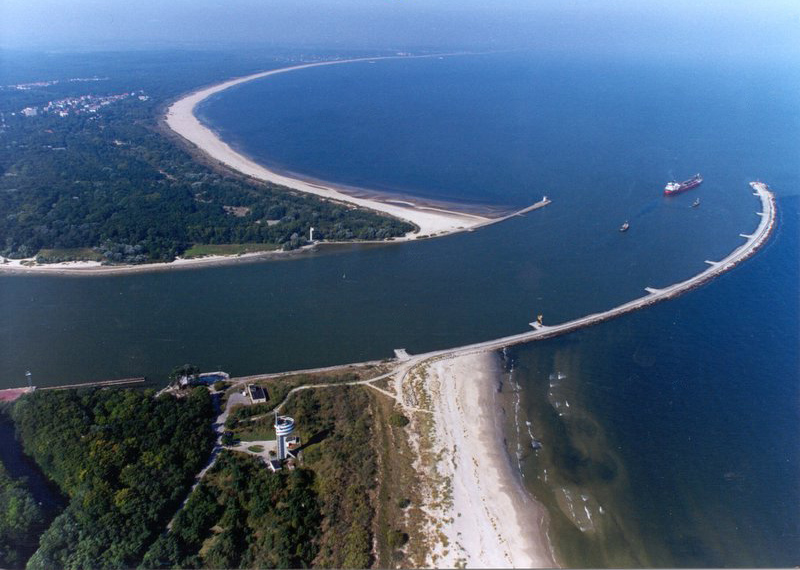
La desembocadura de l'Świna al mar Bàltic a la ciutat polonesa de Świnoujście

La badia de Pomerània (en polonès Zatoka Pomorska, en alemany Pommersche Bucht, en caixubi Pòmòrskô Hôwinga) és una badia del sud-oest del mar Bàltic, a la costa de Polònia i Alemanya.
Al sud està separada de la llacuna de Szczecin, on desemboca el riu Oder, per les illes d'Usedom/Uznam i Wolin, connectades per tres estrets o braços de l'Oder: el Dziwna, l'Świna i el Peenestrom. La frontera nord de la badia és una línia imaginària que aniria des del cap Arkona, a l'illa alemanya de Rügen, fins al far de Gąski, a l'est de la ciutat polonesa de Kołobrzeg.
Té una profunditat màxima de 20 metres i una salinitat d'un 8‰. La badia de Pomerània és molt freqüentada com a via marítima i a la part sud l'han hagut de fer més fonda en el tram que comunica amb el port de Szczecin a través del Świna, la llacuna de Szczecin i el riu Oder, perquè els grans vaixells puguin entrar als ports de Świnoujście i Szczecin.
Els ports principals de la badia són els de Szczecin (en realitat dins la llacuna de Szczecin), Świnoujście, Kołobrzeg i Dziwnów a Polònia, i Usedom (també dins la llacuna de Szczecin) i Wolgast a Alemanya.